# 하성식
하성식(河盛植, 1952년 1월 8일 ~ , 경상남도 의령군)은 대한민국의 기업인 출신 정치인이다. 제51대 함안군수이다.

## 학력
- 마산 완월초등학교 졸업
- 마산중학교 졸업
- 부산고등학교 졸업
- 서울 한양대학교 기계공학과 학사

## 경력
- 한국제강그룹 회장
- 한양대학교 발전기금 모금사업 '한양발전후원회' 공동위원장
- 제51대 함안군 군수
- 대한상공회의소 감사
- 함안상공회의소 회장
- 함안군 체육회 부회장
- 아라제위원회 부위원장
- 행정구역통합 함안군 준비위원장(전)

## 역대 선거 결과
| 실시년도 | 선거      | 대수 | 직책 | 선거구      | 정당   | 득표수   | 득표율          | 순위 | 당락 | 비고           |
| -------- | --------- | ---- | ---- | ----------- | ------ | -------- | --------------- | ---- | ---- | -------------- |
| 2010년   | 지방 선거 | 51대 | 군수 | 경남 함안군 | 무소속 | 18,615표 | \| \| 49.71% \| | 1위  |      | 초선, 민선 5기 |
|          | 49.71%    |      |      |             |        |          |                 |      |      |                |